# Pedro Marques
Pedro Manuel Dias de Jesus Marques (Lisboa, 1 de agosto de 1976) es un político portugués, actual ministro de Obras Públicas en el Gobierno de António Costa.

## Biografía
Licenciado en Economía y con máster en esa misma disciplina, Pedro Marques fue secretario de Estado de Seguridad Social entre 2005 y 2011, bajo los gobiernos de José Sócrates. Fue uno de los impulsores de la reforma de las pensiones que introducía el factor de sostenibilidad y que ligaba la cuantía de la pensión a la esperanza de vida.
Fue elegido diputado por el Partido Socialista por el distrito de Setúbal y entre 2009 y 2011 y, a partir de esa fecha, por el de Portalegre.
Fue elegido eurodiputado en las elecciones al Parlamento Europeo de 2019.